# Alcalus sariba
Alcalus sariba es una especie de anfibios de la familia Ceratobatrachidae.

## Distribución geográfica
Es endémica de Borneo (Malasia Oriental).  

## Estado de conservación
Se encuentra amenazada de extinción por la pérdida de su hábitat natural.